# Australijska aboridžinska religija i mitologija
Australijska aboridžinska religija i mitologija su verovanja zastupljena u pričama koje tradicionalno prenose Aboridžinski narodi unutar svake od jezičnih grupa širom Australije u svojim ceremonijama. Mitologija obuhvata priče iz vremena snova, linije pesama i aboridžinsku usmenu literaturu.
Mitovi prenose opise lokalnog kulturnog pejzaža svake grupe, dodajući značenje topografiji celokupne zemlje iz usmene istorije koju su pripovedali preci od najranijih vremena u njihovoj istoriji. Većina mitova pripada specifičnim grupama, dok drugi obuhvataju čitav kontinent u jednom ili drugom obliku.

## Drevna vremena
Australijski lingvista R. M. V. Dikson, zapisujući domorodačke mitove u njihovim izvornim jezicima, naišao je na koincidencije u pogledu pojedinih pejzažnih detalja o kojima se govori u različitim mitovima, i naučnih otkrića koja su ostvarena o istim pejzažima. U slučaju Aterton Tejblelanda, mitovi govore o poreklu jezera Ičem, Barin i Evramu. Geološka istraživanja datiraju formirajuće vulkanske eksplozije koje su domorodački pripovedači mitova opisali kao da su se desile pre više od 10.000 godina. Uzimanjem uzorka fosila polena iz nanosa koji se nakupio na dnu kratera potvrđena je priča aboridžinskih pripovedača mitova. Kad su krateri formirani, eukaliptusne šume su dominirale umesto sadašnjih vlažnih tropskih šuma.
Dikson je uočio iz dostupnih dokaza da su aboridžinski mitovi o poreklu kraterskih jezera mogli da budu precizno datirani od još pre 10.000 godina. Daljnja istraživanja materijala Australijske komisije za baštinu dovela je do toga da je mit o kraterskim jezerima nacionalno upisan u Registar nacionalnog poseda, i uključen u australijsku nominaciju za svetsku baštinu vlažnih tropskih šuma, kao „neuporediv ljudski zapis o događajima koji datiraju iz doba pleistocena.”
Od tada, Dikson je sakupio brojne slične primere australijskih aboridžinskih mitova koji tačno opisuju pejzaže drevne prošlosti. Posebno je zapazio brojne mitove o prethodnim nivoima mora, uključujući:
- mit o Port Filipu (zapisan kako je ispričan Robertu Raselu 1850. godine), opisujući zaliv Port Filipa kao nekad suvu zemlju, a tok reke Jara koji se nekada razlikovao od sadašnjeg, prateći ono što je tada bila močvara Karum Karum.
- mit o obali Velikog koralnog grebena (ispričan Diksonu) u Jarabahu, južno od Kernsa, govori o prošloj obali (od tada poplavljenoj) koja je stajala na ivici današnjeg Velikog koralnog grebena i imenovana su mesta, koja su sada potpuno potopljena, po tipovima šuma i drveća koje je nekada tamo raslo.
- mitovi o jezeru Er (koje je zabeležio J. V. Gregori 1906. godine), koji govore o pustinjama Centralne Australije kao nekada plodnim, dobro natopljenim ravnicama, a pustinjama oko današnjeg jezera Er kao jednoj neprekidnoj bašti. Ova usmena priča podudara se sa shvatanjem geologa da je u ranom holocenu postojala vlažna faza, tokom koje je jezero imalo stalnu vodu.

Druge erupcije vulkana u Australiji su isto tako zabeležene u aboridžanskim mitovima, uključujući planinu Gambir u Južnoj Australiji, i Kinraru u severnom Kvinslendu.

## Napomene
1. ↑  Pogledajte jezero Evramu za prevedeni odlomak originalnog mita.

## Literatura
- „2001 Census of Population and Housing - 2001 Census Household Form” (PDF). Australian Bureau of Statistics. 2001. Архивирано из оригинала (PDF) 16. 01. 2020. г. Приступљено 21. 03. 2020.
- „2901.0 - Census Dictionary”. Australian Bureau of Statistics. 1996.
- „Aboriginal and Torres Strait Islander people”. 4102.0 - Australian Social Trends, 1994. Australian Bureau of Statistics. 27. 5. 1994. Приступљено 2. 11. 2006.
- Beckett, J. (1994). „Aboriginal Histories, Aboriginal Myths: an Introduction”. Oceania. 65: 97—115. JSTOR 40331425.
- Berndt, C. (1994).  Horton, David, ур. Mythology. Encyclopaedia of Aboriginal Australia. Canberra: Aboriginal Studies Press. ISBN 0-85575-234-3.
- Berndt, R. M.; Berndt, C. H (1989). The Speaking Land: Myth and Story in Aboriginal Australia. Melbourne: Penguin. ISBN 978-0892815180.
- Bird Rose, Deborah (2003). Experiences of Place (Religions of the World). Harvard University Press. стр. 163—168. ISBN 978-0945454380.
- de Brabander, Dallas (1994).  Horton, David, ур. Murrinh-patha. Encyclopaedia of Aboriginal Australia. Canberra: Aboriginal Studies Press. ISBN 0-85575-234-3.
- Cohen, Benjamin E.; Mark, Darren F.; Fallon, Stewart J.; Stephenson, P. Jon (1. 4. 2017). „Holocene-Neogene volcanism in northeastern Australia: Chronology and eruption history” (PDF). Quaternary Geochronology. 39: 79—91. ISSN 1871-1014. doi:10.1016/j.quageo.2017.01.003.
- Cowan, James (1994). Myths of the dreaming: interpreting Aboriginal legends. Roseville, N. S. W.: Unity Press. ISBN 978-1853270857.
- Crisp, Tony. „Australian Aborigine Dream Beliefs”. dreamhawk.com. Приступљено 4. 5. 2017.
- De Brabander, Dallas (1984).  Horton, David, ур. Pintupi. Encyclopaedia of Aboriginal Australia. Canberra: Aboriginal Studies Press. ISBN 0-85575-234-3.
- Dixon, R. M. W (1972). The Dyirbal Language of North Queensland. Cambridge University Press. стр. 29.
- Dixon, R. M. W. (1996). „Origin legends and linguistic relationships”. Oceania. 67 (2): 127—140. JSTOR 40331537.
- Donaldson, T. J. (1994).  Horton, David, ур. Tribal Names. Encyclopaedia of Aboriginal Australia. Canberra: Aboriginal Studies Press. ISBN 0-85575-234-3.
- Elkin, A. P (1938). „Studies in Australian Totemism. Monograph No. 2”. Oceania.
- Haviland, John B.; Hart, Roger (1998). Old Man Fog and the Last Aborigines of Barrow Point. Bathurst: Crawford House Publishing. ISBN 1-86333-169-7.
- Hiatt, L. (1975). Australian Aboriginal Mythology: Essays in Honour of W. E. H. Stanner. Canberra: Australian Institute of Aboriginal Studies.
- Horton, David, ур. (1994). Aboriginal and Torres Strait Islander History, Society, and Culture. Encyclopaedia of Aboriginal Australia. Canberra: Aboriginal Studies Press. ISBN 0-85575-234-3.
- Hough, Richard (1994). Captain James Cook: a biography. London: Hodder and Stoughton. стр. 150—155. ISBN 0-340-58598-6.
- „Indymedia map”. indymedia.org. Архивирано из оригинала 24. 10. 2009. г.
- Isaacs, J. (1980). Australian Dreaming: 40,000 Years of Aboriginal History. Sydney: Lansdowne Press. ISBN 0-7018-1330-X.
- Koepping, Klaus-Peter (1981). „Religion in Aboriginal Australia”. Religion. Volume 11. стр. 367—391.
- Kolig, Erich (1980). „Captain Cook in the Kimberley's”.  Ур.: Berndt, R. M.; Berndt, C. H. Aborigines of the West: Their Past and Their Present. St Lucia: University of Western Australia Press. стр. 23—27.
- Korff, Jens (2. 10. 2019). „Mourning an Aboriginal death”. Creative Spirits. Приступљено 4. 5. 2017.
- Maddock, K. (1988). „Myth, History and a Sense of Oneself”.  Ур.: Beckett, J. R. Past and Present: The Construction of Aboriginality. Canberra: Aboriginal Studies Press. стр. 11–30. ISBN 0-85575-190-8.
- Marks, Kathy (28. 2. 2003). „Militant Aborigines embrace Islam to seek empowerment”. The Independent. London. Архивирано из оригинала 12. 1. 2008. г. Приступљено 12. 12. 2007.
- Mercer, Phil (31. 3. 2003). „Aborigines turn to Islam”. BBC News. Приступљено 12. 12. 2007.
- Morphy, H (1992). Ancestral Connections. Chicago: University of Chicago Press. ISBN 978-0226538662.
- Morris, C. (1994).  Horton, David, ур. Oral Literature. Encyclopaedia of Aboriginal Australia. Canberra: Aboriginal Studies Press. ISBN 0-85575-234-3.
- Morris, C. (1995). „An Approach to Ensure Continuity and Transmission of the Rainforest Peoples' Oral Tradition”.  Ур.: Fourmile, Henrietta; Schnierer, Stephan; Smith, Arthur. An Identification of Problems and Potential for Future Rainforest Aboriginal Cultural Survival and Self-Determination in the Wet Tropics. Cairns: Centre for Aboriginal and Torres Strait Islander Participation Research and Development, James Cook University  — преко Trove.
- Mountford, C. P (1985). The Dreamtime Book: Australian Aboriginal Myths. Louis Braille Productions.
- Myers, Fred R. (1986). Pintupi Country, Pintubi Self: Sentiment, Place and Politics among Western Desert Aborigines. Canberra & Washington: Australian Institute of Aboriginal Studies & Smithsonian Institution. ISBN 978-0520074118.
- „Ngadjonjii Antiquity and Social Organisation”. Архивирано из оригинала 2. 2. 2008. г. Приступљено 25. 12. 2007.
- Nunn, Patrick D. (22. 8. 2017). „When the Bullin shrieked: Aboriginal memories of volcanic eruptions thousands of years ago”. The Conversation. Приступљено 15. 6. 2018.
- Pannell, Sandra (2006). Reconciling Nature and Culture in a Global Context? Lessons form the World Heritage List. Research Report No. 48. Cairns: Cooperative Research Centre for Tropical Rainforest Ecology and Management. стр. 11. ISBN 0 86443 766 8. Архивирано из оригинала 3. 3. 2016. г.
- Parker, K. Langloh (1896). Australian Legendary Tales (1st изд.). Melbourne: Melville, Mullen and Slade.
- Pohlner, Peter (1986). gangarru. Milton, Queensland: Hopevale Mission Board. ISBN 1-86252-311-8.
- Radcliffe-Brown, A. R. (1926). „The Rainbow-Serpent Myth of Australia”. The Journal of the Royal Anthropological Institute of Great Britain and Ireland. 56: 19—25.
- Robinson, Roland (1970). Alteringa and Other Aboriginal Poems. Sydney: A. H. and A. W. Reed. стр. 29—30.
- Rose, Deborah (1984). „The Saga of Captain Cook: Morality in Aboriginal and European Law”. Australian Aboriginal Studies. 2: 24—39.
- Roth, W. E. (1984) [First published 1897]. The Queensland Aborigines (Facsimile изд.). Victoria Park, W. A.: Hesperian Press. ISBN 0-85905-054-8.
- Rumsey, Allen (1994). „The Dreaming, human agency and inscriptive practice”. Oceania. 65 (2): 116—128.
- „Sacred sites”. Aboriginal Areas Protection Authority. Northern Territory Government. Приступљено 12. 2. 2020.
- Smith, W. Ramsay (2003). Myths and legends of the Australian aborigines. Mineola, NY: Dover Publications. ISBN 0-486-42709-9. OCLC 51800252.
- Smyth, Dermot (1994). Understanding Country: The Importance of Land and Sea in Aboriginal and Torres Strait Islander Societies. Key Issue Paper 1. Canberra: Council for Aboriginal Reconciliation. стр. 3, 6.
- Stanner, W. E. H. (1966). On aboriginal religion. Oceania Monograph No. 11. Sydney: Oceania Publications.
- Sutton, Peter (1988). „Myth as History, History as Myth”.  Ур.: Keen, I. Being Black: Aboriginal Cultures in 'Settled' Australia. Canberra: Aboriginal Studies Press. стр. 251—268. ISBN 978-0855751852.
- Sutton, Peter (2003). Native Title in Australia: An Ethnographic Perspective. Cambridge University Press. стр. 113, 117. ISBN 0 521 81258 5. doi:10.1017/CBO9780511481635.
- Tindale, Norman. „Earlier map”. Government of South Australia. Архивирано из оригинала 16. 3. 2008. г.
- Van Gennep, A (1906). Mythes et Legendes d'Australie (на језику: француски). Paris.
- Watson, M. (1994). „Storytelling”.  Ур.: Horton, David. The Encyclopedia of Aboriginal Australia: Aboriginal and Torres Strait Islander History, Society, and Culture. Canberra: Aboriginal Studies Press.
- Yengoyan, Aram A. (1979). „Economy, Society, and Myth in Aboriginal Australia”. Annual Review of Anthropology. 8: 393—415. JSTOR 2155626.

## Spoljašnje veze
- „Dust Echoes”. ABC Education. Australian Broadcasting Corporation. 16. 5. 2017. „a series of twelve beautifully animated Dreamtime stories from Central Arnhem Land...”